# Реал Эспанья (футбольный клуб, Сан-Педро-Сула)
«Реа́л Эспа́нья» (исп. Real Club Deportivo España) — гондурасский футбольный клуб из города Сан-Педро-Сула,  выступает в Лиге Насиональ, сильнейшем дивизионе Гондураса. Клуб основан 14 июля 1929 года, домашние матчи проводит на стадионе «Эстадио Франсиско Мораса́н», вмещающем 22 354 зрителей. «Реал Эспанья» — третий по титулованости клуб Гондураса, и один из наиболее титулованных клубов в КОНКАКАФ.

## История
Клуб был организован 14 июля 1929 года при школе «Рамон Роса» в Сан-Педро-Сула. Были предложения назвать команду «Торо», «Аурора» или «Эспанья». Большинством голосов было избрано название «Спортивный клуб Эспанья», под которым клуб и был известен до 1977 года.  В 1977 году король Испании Хуан Карлос I даровал клубу пожизненный титул «реал», что в переводе с испанского означает «королевский».  На сегодняшний день «Реал Эспанья» является единственным футбольным клубом за пределами Испании с подобным королевским титулом.

## Достижения
- Чемпионат Гондураса по футболу:
  - Чемпион (12): 1974/75, 1975/76, 1976/77, 1980/81, 1988/89, 1990/91, 1993/94, 2003/04 Апертура, 2006/07 Клаусура, 2010/11 Апертура, 2013/14 Апертура, 2017/18 Апертура
  - Вице-чемпион (11): 1977/78, 1978/79, 1986/87, 1989/90, 1991/92, 1995/96, 1997/98 Апертура, 1998/99, 2007/08 Апертура, 2008/09 Апертура, 2008/09 Клаусура.
- Кубок Гондураса по футболу (1968-1998):
  - Обладатель (2): 1972, 1992.
  - Финалист (1): 1968.
- Клубный кубок UNCAF:
  - Чемпион (1): 1982.
  - Финалист (1): 1979.